# Ryan Porteous
Ryan Thomas Porteous (ur. 25 marca 1999 w Dalkeith) – szkocki piłkarz grający na pozycji obrońcy w angielskim klubie Watford oraz reprezentacji Szkocji. Uczestnik Mistrzostw Europy 2024.